# Association sportive féminine de Tazarka
L'Association sportive féminine de Tazarka (arabe : الجمعية الرياضية النسائية بتزركة) est un club tunisien de handball féminin basé à Tazarka.